# Долгоносики
Долгоно́сики, или сло́ники (лат. Curculionidae), — одно из крупнейших семейств жуков, насчитывающее более 50 тысяч видов (больше стафилинид), из которых большинство населяет тропические области Земли (предположительно, более 70 тысяч видов); в России встречаются около 5000 видов. Характерной чертой долгоносиков является вытянутая передняя часть головы, так называемая головотрубка, благодаря которой они и получили русские названия.
Долгоносиков подразделяют на два раздела: короткохоботных (Adelognatha) и длиннохоботных (Phanerognatha), которые отличаются друг от друга длиной головотрубки и расположением ротовых органов. Личинки большинства длиннохоботных развиваются внутри тканей растений, реже питаются на поверхности листьев растений или на почве, в то время как личинки большего числа короткохоботных развиваются в почве.
Подавляющее число видов долгоносиков в имагинальных и личиночных стадиях является фитофагами, реже встречаются фитосапрофаги:9. Связи их с растениями очень разнообразны. Трудно найти вид растения, с которым не были бы связаны виды долгоносиков. Большинство долгоносиков развивается за счёт тканей внутри растений. Реже личинки питаются снаружи частями листа или цветка (Hyperini, Cionini). Многие развиваются в почве, питаясь корнями растений, реже — опадом. Немногие питаются гниющей древесиной (Cossoninae). Значительное большинство видов связано с травянистой растительностью, большинство с двудольными. Связи с однодольными немного меньше, со споровыми ещё меньше.
Уникальны среди всех долгоносиков своей копрофагией и поведением, сходным с жуками-скарабеями, представители австралийского рода Tentegia.

## Описание

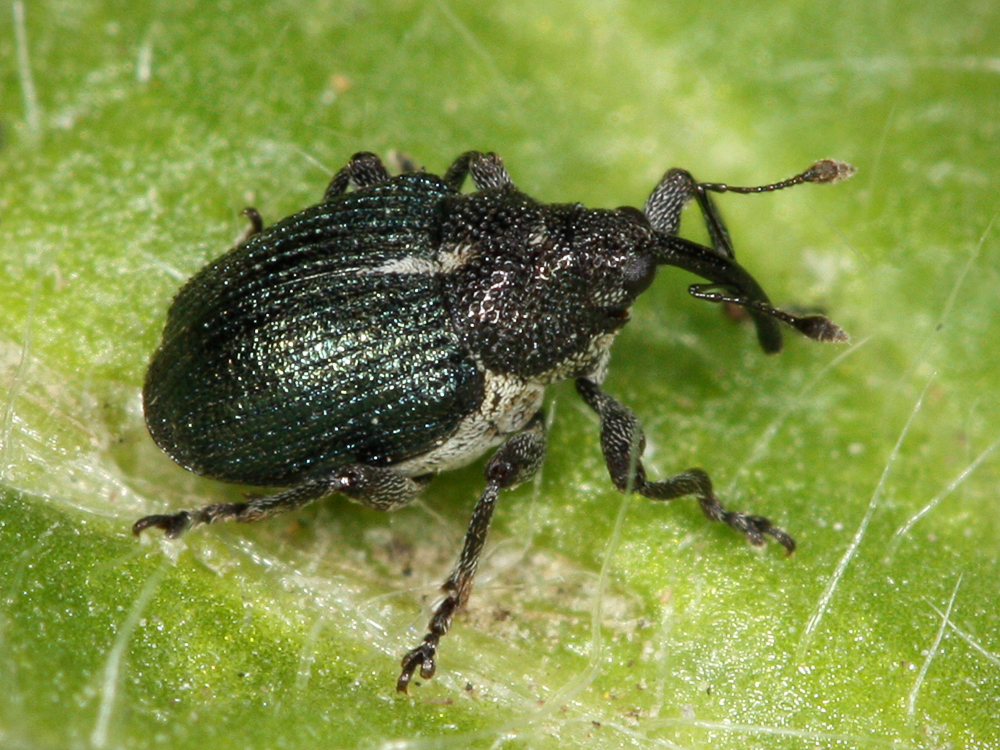
Ceutorhynchus americanus

Чаще всего встречаются долгоносики длиной от одного до 30 мм, а в тропиках до 50 мм.
Форма тела долгоносиков очень разнообразна, она бывает: почти палочковидное цилиндрическое (Lixus), продолговатое уплощённое (Larinus, Cionus), ромбической формы (Curculio, Trigonocolus), выпуклое полусферическое (Orobitius), шаровидное (Ceutorhynchus) или грушевидное (Anthonomus, Catapionus). Окрас покровов варьируется от жёлтых, бурых до чёрных, иногда с пятнами более светлой или тёмной кутикулы на переднеспинки и надкрыльях, или с жёлтыми, красно-коричневыми лапками; реже тело с медным, зелёным или синим металлически отливом (например представители рода Eupholus). Верхняя часть тела голая или же покрыта волосками, волоскообразными чешуйками или в широких чешуйках, часто с рядами более длинных щетинок на надкрыльях; с белыми, жёлтыми, бурыми или чёрными пятнами или перевязями, которые жуков хорошо маскируют на почве и растительности. Иногда тело жуков покрывает земляная корка, а у видов, живущих около воды, густые, большей частью тусклые глазуревидные чешуйки коричневых оттенков.
Личинки серповидные, мясистые, лишены ног, веретеновидные или уплощённые дорсально, иногда с прямым, клиновидным или плоским телом; белые, серые, кремовые, жёлтые, красные или коричневые. Тело в редких, средних размеров волосках и щетинках. Представители родов Hypera и Fronto, развивающиеся открыто на листьях, окрашены в серый цвет с чёрными пятнами, а также имеют ногоподобные выступы на грудных сегментах снизу.
Скульптура головотрубки, переднеспинки и надкрылий широко используется для таксономии. Реже используется микроструктура, придающая покровам блеск. Форма межтазиковых отростков переднегруди, среднегруди и заднегруди часто используется в диагностике видов (поэтому жуков стоит клеить на правый бок).

## Морфология имаго

### Голова
Голова обычно шаровидная, реже бывает грушевидная с длинными висками или поперечная, слабо или сильно вытянутая в переднетулье. Головотрубка разной длины и толщины: короче своей ширины (Stenoscelis, Miorrhinchus) или тонкая длинная, превышающая длину тела (Curculio), цилиндрическая, дорсо-вентрально уплощённая или же конусовидная (Conorhynchus), или сильно расширенная к вершине (Hylobius, Chlorophanus).
Лоб плоский килевидно выпуклый или с более или менее выраженной ямкой или бороздкой между глазами, широкий или крайне узкий. Глаза имеются у всех представителей, кроме рода Torneuma, представители которого встречаются в почве или в пещерах:318. Глаза меленьких размеров, состоят из нескольких фасеток или же крупные, реже отсутствуют; плоские или выпуклые, круглой или поперечной формы; чаще расположены на боках головы, иногда смещены вверх или вниз. Дополнительных глазков нет. Поверхность головотрубки гладкая, тонко или крупно пунктированная, грубо продольно- или поперечно-морщинистая, ровная или же с продольными килями либо вдавлениями на спинке или по бокам. Сверху или на боках головотрубки, между глазом и вершиной головотрубки расположены усиковые ямки или более или менее длинные бороздки, куда вкладывается рукоять усиков в покое либо прогрызании субстрата. Усики 9-12-сегментные, в которых обычно первый длинный (рукоять — стебелёк, скапус), ряд коротких сегментов, образующих 6-7-сегментов, редко 5 сегмент жгутик (flagellum) и компактную веретеновидную или яйцевидную булаву (9—12 сегменты). Редко первый сегмент едва длиннее второго, тогда усики неявственно коленчатые (Chlorophanus). Усики голые, в редком или густом опушении, с венчиком из нескольких хет у вершины каждого сегмента.

### Ротовая полость
Ротовые органы расположены на вентрально-апикальной части головотрубки. Верхней губы нет. Мандибулы чаще всего маленькие пинцетовидные, реже крупные клешневидные, с более или менее ровным или зубчатым режущим краем, их наружная поверхность гладкая, иногда с выраженными рубцами от куколочных придатков; голые или опушённые. Ротовые челюсти сильно упрощённые, в особенности челюстные или нижнегубные щупики, неподвижно срастающиеся с нижней губой. Челюстные щупики трёхсегментные, губа не выражена, лишена своих швов. Нижняя губа бывает различной формы и пропорции, субментум и ментум — сросшиеся вместе в прементум, который чаще всего не скрывает основания максилл. Ротовые органы часто с хетами, расположение и количество которых используется в систематике. Язычок срединный, непарный, иногда с боковыми лопастями (параглоссами). Губные щупики трёхсегментные, иногда сильно редуцированные.

### Отделы тела

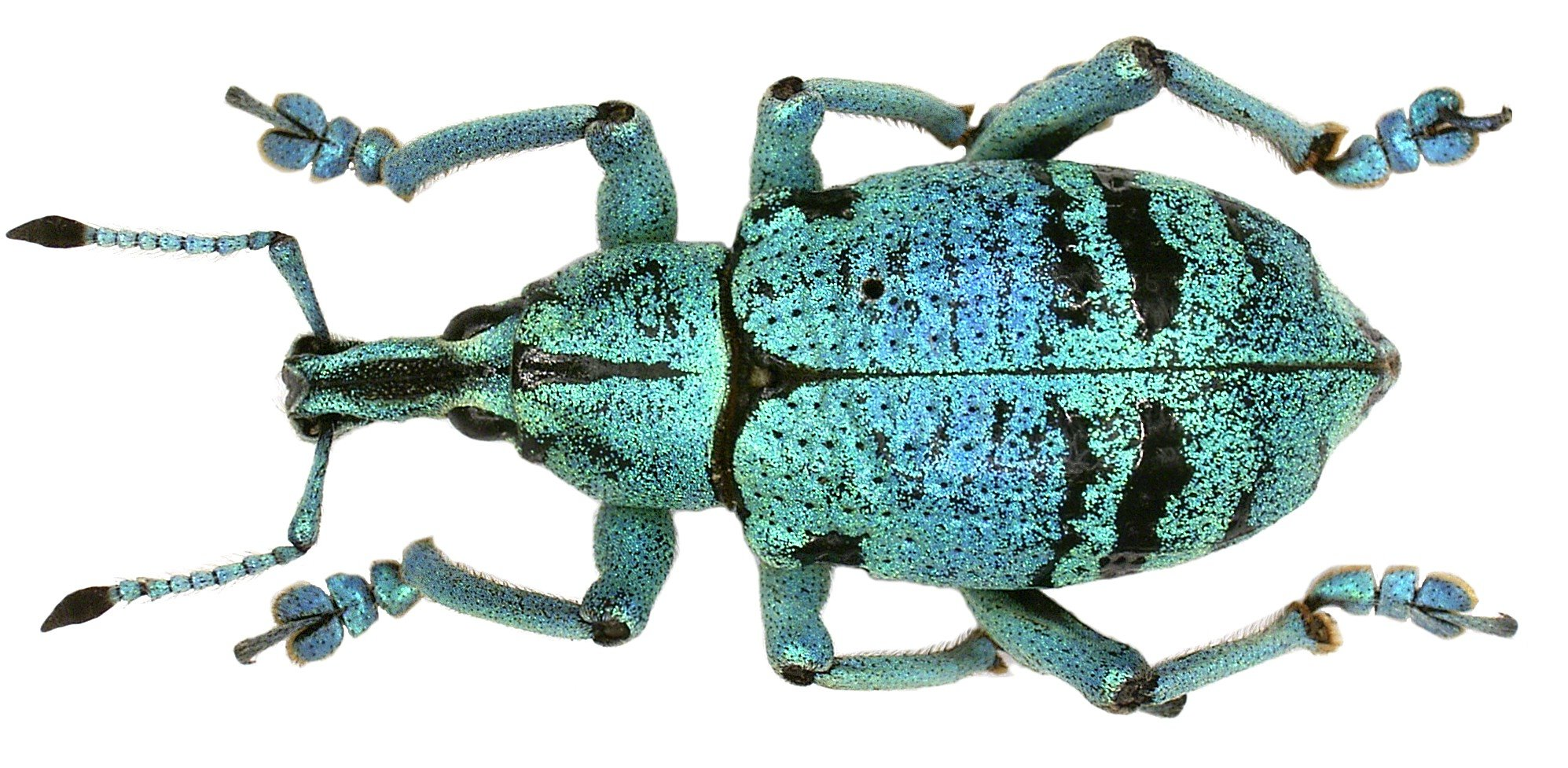
Eupholus humeralis

Переднеспинка такой же ширины, как и голова с глазами или же шире её. Нотоплевральные швы сросшиеся, поэтому бока переднеспинки выпукло-округлые. Форма переднеспинки изменчивая: от продольно-цилиндрической до поперечно-конической и шарообразной, иногда на диске и боках с вдавлениями. Передний край переднеспинки ровный, выемчатые или вытянутый вперёд. Боковые края переднегруди прямые, часто с рядом мелких, чистящих глаза волосков, или со щёткой длинных волосков (видрисс), или с развитыми заглазничными лопастями. Основание переднеспинки прямое или длинное или двуяковогнутое, широко оттянуто к щитку или в виде более или менее острого отростка. Переднеспинка гладкая или точечная, морщинистая, бугорчатая или с килями.
Длина переднеспинки варьирует от короткой вертикальной (Cionus) до длинной без или с горловой выемкой, с прекоксальной и посткоксальной частью. Передние тазики сближенные или расставленные, иногда с глубоким срединным желобком (для вкладывания головотрубки), который проходит по среднегруди и заходит на заднегрудь. Впадины передних тазиков закрыты сзади. Щиток большой или маленький, обычно видимый, редко скрыт основаниями надкрылий. Расположен щиток выше или ниже пришовного промежутка.

### Надкрылья и крылья
Надкрылья удлинённые или широкоовальные, полые или не прикрывают пигидий, с десятью бороздками. Дополнительной прищитковой бороздки не имеется. Ряды точек в бороздках от маленьких до ямкообразно прямоугольных. Промежутки плоские выпуклыеребристые, тонко или грубоморщинистые, или же с бугорками. Промежутки часто скрыты под густым опушением из волосков или же чешуек, иногда с одним-двумя рядами более длинных стоящих щетинок. Плечи угловидновыступающие, сглаженные или отсутствуют у бескрылых видов. Задние крылья есть или не развиты. Жилкование крыльев редуцированное. У бескрылых видов эпиплевральная складка узкая, чаще не видна с наружной части. Надкрылья плотно прилегают к телу. Внутренний базальный киль образует желобок, в который вкладываются боковые края среднегруди, заднегруди и брюшных стернитов. Надкрылья часто срастаются по шву, иногда частично с заднегрудью. Внутренняя поверхность надкрылий у вершины со стрибулярной площадкой.

### Брюшко
Брюшко с пятью стернитами. Первый и второй стерниты более или менее сросшиеся в средней части. Швы отчётливые. Поверхность стернитов гладкая или же пунктированная, голая, покрыта волосками или чешуйчатая.

### Конечности
Лапки короткие или длинные, без видимых трохантинов. Передние тазики поперечные, чаще широко расставленные. Вертлуги маленькие треугольные. Бёдра слабо или сильно булавовидные, иногда с одним (реже с двумя) зубцами снизу, направленные более или менее к вершине бедра. Голени более или менее тонкие, прямые или искривлённые, с зубчиками по внутреннему краю или простые, с разной величины мукро и ункусом на вершинах. У роющих видов передние голени иногда сильно расширенные на вершине в боковую лопасть с зубцами или рядом крепких уплощённых щетинок на наружном углу, а вершины задних голеней образуют широкую опорную площадку для выталкивания частиц почвы. У водоплавающих видов голени снабжены длинными тонкими волосками (которые играют роль весла). Лапки ложно-четырёх-сегментные (формула лапок 5-5-5, однако четвёртый маленький и скрыт у основания коготкового сегмента), чаще с широким двулопастным третьи сегментом или четвёртым, из-за исчезновения коготкового сегмента и кажутся трёх-сегментными (Anaplus). Подошва лапки голая или со щитинками и волосками (губчатая, адгезивная). Коготков обычно два, простых или с зубчиками в основании; свободных, сросшихся основаниями, редко расщеплённых или с дополнительными «ложными» коготками, как, например, у Sitona; иногда развит один коготок, например, Monorhynchus, Cionus.

### Половая система
Гениталии самцов обычно с более или менее длинным изогнутым трубчатым хитинизированным пенисом, цилиндрическим или уплощённым дорсо-вентрально, или же выпуклым на дорсальной стороне. Базальная часть пениса с двумя парамерами или без них, сросшаяся с мембранозной оболочкой эдаегуса, внутри которой пенис, связанный мышцами с прикреплённой у вершины последнего тергита рукояткой называемой аподемой и направляющей вилочкой — тегменом, охватывающий пенис, перемещаются к вершине брюшка во время копуляции. Форма пениса, его вершины и микроструктура эндофаллуса — внутреннего мешка (шипики, щетинки, пластинки и т. д.) играют значительную роль в диагностике родов и видов.
Гениталии самки лишены парапоктов, вальвифера или, редко, с маленьким бокулюмом. Кокситы и стилусы есть, проктигеры отсутствуют. У самок, помимо внешних структур, в систематике используется форма яйцеклада, сперматики и строение 8 и 9 внутренних брюшных склеритов.
Часть широкохоботных долгоносиков являются партеногенетиками.

### Половой диморфизм
Самцы меньше самок и имеют более короткую головотрубку, её меньшим изгибом и большей шириной, чем у самок; у самцов усики расположены ближе к голове, глаза иной формы, надкрылья менее выпуклые, брюшные стерниты изогнутые в середине. Часто пятый брюшной стренит брюшка самцов снабжён бугорками, либо вдавлен или вырезан на вершине, с пучками волосков, отделёнными хетами или голыми пятнами. Иногда бёдра самцов бывают толстые, величина зубцов бёдер иная, голени более изогнутые, с сильно расширенной вершиной и иной формой ункуса и мукро; передние лапки шире, их первый сегмент изогнутый. У многих видов самцы и самки не имеют различий, тогда как у вида Dorytomus notaroides они совершенно различны.

## Морфология личинок
Личинки долгоносиков имеют преимущественно серповидную форму тела. Хорошо развита головная капсула. Брюшко состоит из 10 сегментов, грудка — из трёх. покровы тела слабосклеритизированы, покрыты очень маленькими шипиками, реже в волосках.
Головная капсула ортогнатическая или гипогнатическая, а прогнатический тип встречается довольно редко, преимущественно у минёров листьев. Теменной и два лобных шва разделяют головную капсулу на три отсека: лобный и парные затылочные. Небольшие глазные пятна расположены на затылочных отсеках. Ко лбу примыкает наличник, которые отделяется швом от верхней губы. Эпифаринкс хорошо выражен. Мандибулы массивные и снабжены зубцами. Максиллы состоят из кардо, удлинённого стипеса, жевательного аппарата (гомолог галеа и лацинии) и двух-сегментных щупиков. Нижняя губа состоит из прементума и постментума. Приментум несёт щупики нижней губы, которые у большинства видов двух-сегментные, но встречаются виды с одно- и трёх-сегментными щупиками. Между лабиальными щупиками размещается довольно широкая мембранозная лигула.
Тело личинок долгоносиков C-образно изогнутое и чаще всего имеет белую или желтоватую окраску. Нет грудных и брюшных ног. Голова хорошо выражена, круглая, обычно хитинизирована, а поэтому окрашен по сравнению с телом в более тёмный жёлтый или бурый цвет. Усики очень короткие, глазков обычно нет. Лобные и теменной швы явственны или же слабо заметны. На переднеспинки иногда явственно выражен щиток. На бока переднеспинки есть по одному, обычно наиболее крупному, дыхальцу. Остальные восемь пар дыхалец находятся на боках первых восьми стернитах брюшка, выше боковых валиков. На двух последних стернитах (девятом и десятом) дыхалец нет. Последний стернит слабо развит, небольшой, несёт анальное оверстие различной формы, чаще всего в виде косого крестика. На девятом стерните часто имеются хитинизированные пластинки, так называемые прианальные пластинки, которые помогают личинке заякореваться при передвижении в почве. На том же стерните вместо пластинок бывают расположены жёсткие щетинки или шипики, которые служат для тех же целей заякоревания при передвижении. Тергиты брюшка у разных видов имеют от двух до четырёх складок. Тело очень часто имеет волосяной или жёсткощетинистый покров.

## Анатомия
Пищеварительная система делится на три части:318:
1. стомодеум (stomodeum) с пищеводом, включая зоб и передний желудочек;
2. средняя кишка (mesenteron);
3. задняя кишка (proctodeum).

В средней кишке обычно обитают симбиотические бактерии-целлюлозолитики, которые играют роль гидролизатора клетчатки. Задняя кишка имеет выход на выделительную систему, состоящую из мальпигиевых сосудов. У долгоносиков развито шесть мальпигиевых сосудов. Типичная дыхательная система состоит из трахеи с доступом в окружающую среду через дыхальца, расположенные на грудном и брюшном отделах. Система кровообращения не содержит сосудов в привычном понимании этого слова, «кровь» заполняет внутренние пустоты и приводится в движение с помощью одного дорсального пропульсивного участка сосуда:318.
Нервная система делится на центральную, внутренностную и периферийную:318.
- Центральная нервная система включает в себя мозг, состоящий из трёх пар нервных узлов, действующих на глаза, усики и лябрум (верхняя губа), и двойной цепочки брюшных нервных узлов.
- Внутренностная система состоит из дорсального нервного узла, отвечающего за работу дорсального пропульсивного участка сосуда, половых органов и дыхальца.
- Периферийная нервная система состоит из подкожных клеток, расположенных в основании чувствительных волосков на наружном покрове.

Мышечная система хорошо развита и довольно сложна. Головные и грудные мышцы, первые из которых соединены с челюстью, а вторые с ногами и крыльями, очень мощные. Имеются ещё брюшные мышцы, отвечающие за яйцекладку. Половые органы самцов состоят из двух семенников, придаточной железы, семявыносящего протока, семенных пузырьков, семявыбрасывающего протока и эдеагуса с гастральной спикулой, тегменом и пенисом. Половые органы самок включают в себя яичники, акротрофические овариолы, яйцевод, копулятивный мешок, семяприёмник, матку, влагалище и гениталии (яйцеклад, вентральная спикула и 8-й брюшной тергит):319.

## Развитие

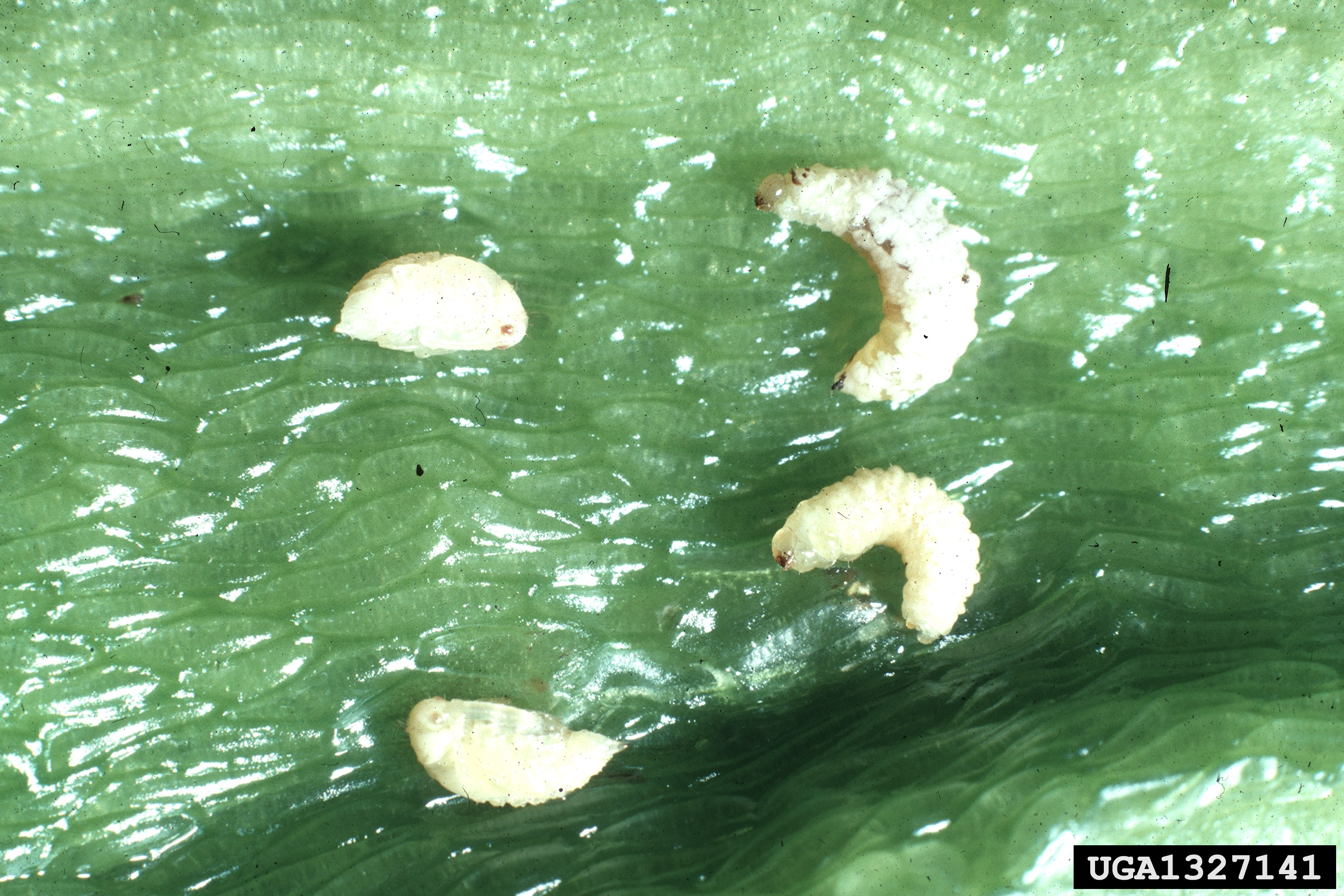
Личинки и куколки Anthonomus eugenii

Личинки долгоносиков могут развиваться в стеблях трав, в корнях или питаются опадом. Среди долгоносиков встречаются и галлообразователями, которые образуют на листьях, побегах, корнях (клубеньковые долгоносики) или же используют для развития личиночные галлы других насекомых (Apion, Curculio). Некоторые виды развиваются непосредственно в плодах дерева, к примеру вид — желудёвый долгоносик (Curculio glandium), самка которого пробуравливает каналы в желудях дуба и проталкивает в них хоботком свои яйца, где вскоре вылупившаяся личинка начнёт поедать жёлудь.

## Экология
Долгоносики питаются почти всеми видами растений, но больше связаны с двудольными, чем с однодольными. Личинки минируют листья, их развитие происходит в плодах, бутонах, цветках, черешках, молодых побегах и в ветках; прогрызают ходы под корой на различной глубине как в здоровых, так и в засохших или трухлявых деревьях. По характеру питания долгоносиков бывают:9:
- монофаги — жуки, которые питаются одним или несколькими видами растений, принадлежащих одному или нескольким близким родам;
- олигофаги — жуки, которые питаются растениями одного или нескольких близких семейств;
- полифаги — жуки, которые питаются растениями разных семейств.

Взрослые жуки чаще всего питаются зелёными частями растений, пыльцой, тканями цветков или развивающихся плодов. Такие виды, как представители родов Cryptorrhynchus и Cossonus, грызут древесину, поражённую грибами, и поедают мицелий грибов. Многие околоводные долгоносики, как, например, виды родов Bagous и Ceutorhynchus, питаются тканями водных растений даже под водой. Долгоносики тесно связаны с определёнными видами кормовых растений. Полифагов больше среди широкохоботных, то есть у более продвинутых в эволюционном отношении. Встречаются виды, которые живут в полуводной среде.

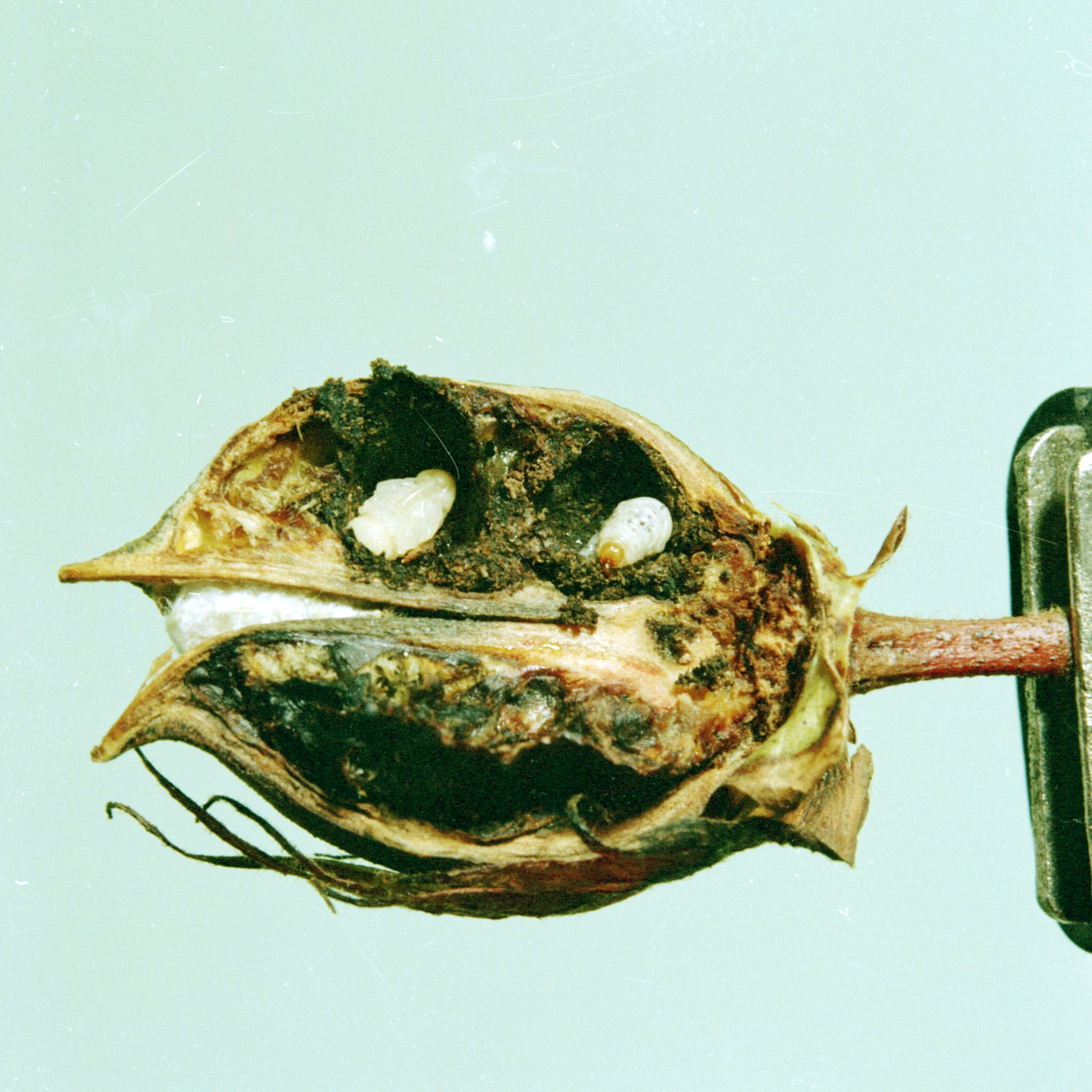
Коробочка хлопчатника, повреждённая личинками хлопкового долгоносика Anthonomus grandis

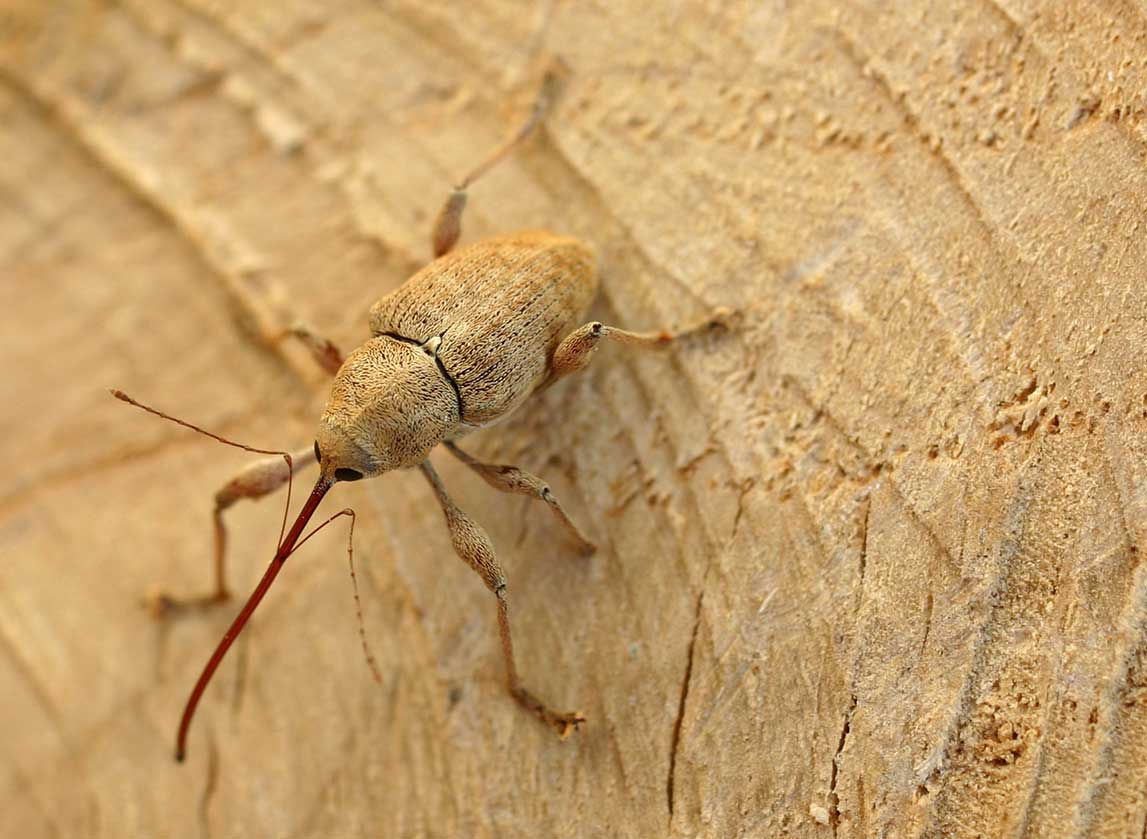
Длиннохоботный представитель (Curculio elephas)

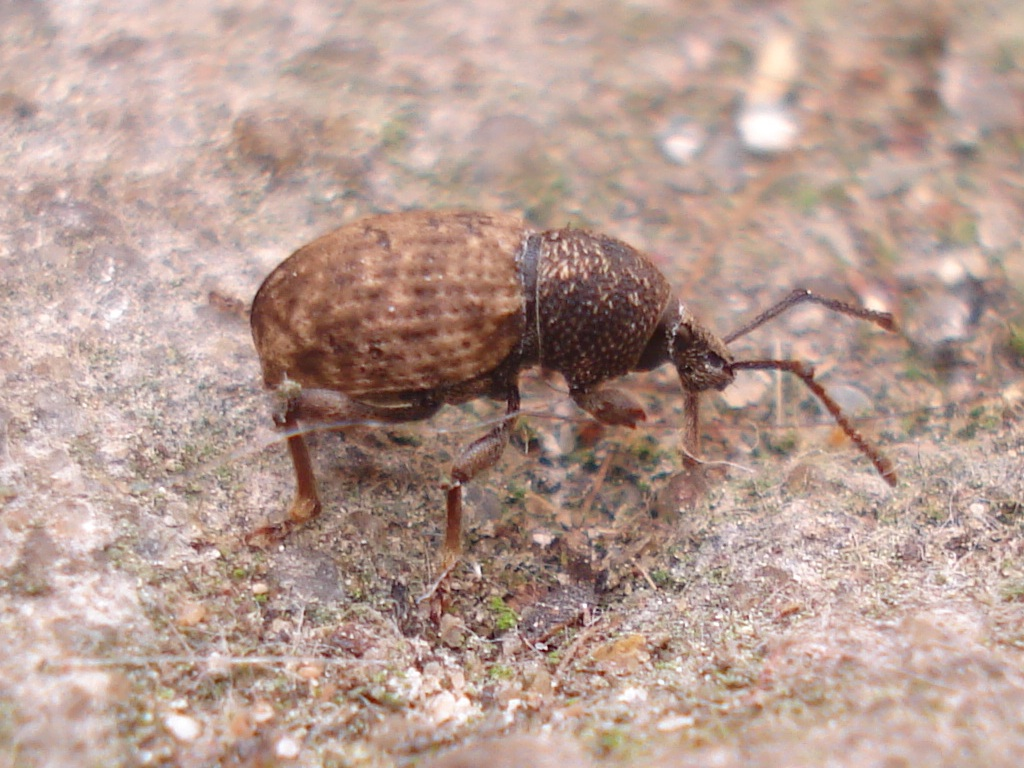
Короткохоботный представитель (Otiorhynchus raucus)

Многие почвенные личинки долгоносиков предпочитают мелкие корешки растений, в том числе кустарников и деревьев. Некоторые, к примеру, представители рода скосарей (Otiorhynchus), повреждают корни сеянцев и саженцев. Чаще повреждённые сеянцы и саженцы прихварывают, отстают в росте, хотя со временем растения восстанавливают повреждённые корни и продолжают расти. Больший вред приносят взрослые жуки долгоносиков, которые могут уничтожать всходы древесных и кустарниковых пород, объедать листья сеянцев и саженцев, их почки и даже кору одно- или двулетних саженцев, зачастую приводя к их гибели. Личинки жуков способны развиваться в твёрдой и мягкой древесине и в фанере, но только во влажных условиях, когда древесина гниёт:70—71.

### Копрофагия
Среди долгоносиков отмечен уникальный случай копрофагии среди представителей австралийского рода Tentegia, которые скатывают гранулы из навоза сумчатых, а личинки развиваются в этих гранулах. Это единственный конвергентный случай эволюции, напоминающий сходное поведение жуков-скарабеев (Пластинчатоусые).

### Вред культурным растениям
Личинки могут вредить полевым, огородным, садовым, лесным, экзотическим и техническим культурам и растительным запасам, развиваясь в тканях, плодах, семенах. Кроме вредителей, есть несколько видов долгоносиков, используемых в биоконтроле сорных растений. Одним из ярких примеров такого использования является интродукция в 1983 году из Бразилии в Австралию двух видов рода Cyrtobagous для борьбы с водным растением сальвинией вредной (Salvinia molesta).
Представители рода Rhynchoborus — одни из самых серьёзных вредителей пальм. Например, вид Rhynchoborus ferrugineus сильно вредит кокосовым пальмам. Серьёзный вред наносят личинки, которая развивается в стволе и кроне пальмы. Нередко личинка сильно повреждает точку роста, из-за чего дерево впоследствии погибает:114.

## Палеонтология
Древнейшие представители семейства были найдены в нижнем меле Монголии. Всего по состоянию на конец 2015 года было описано 508 ископаемых видов долгоносиков.

## Систематика
Семейство делится на два основных отдела, которые отличаются морфологически и биологически, а также путями эволюции. Более развитым следует считать так называемых длиннохоботных долгоносиков, которые возникли в раннем мезозое в дальнейшем развивавшихся главным образом как внутритканевые специализированные фитофаги, стадии личинки и имаго тесно связанные с растениями. Короткохоботные долгоносики появились, по-видимому, не ранее середины мелового периода, их эволюция шла в основном в направлении почвенного развития личинок, с широкой кормовой специальностью, с ослаблением связи с растениями в имагональной фазе. Оба отдела имеют некоторое число морфологически и биологически переходных форм.

### Длиннохоботные долгоносики
Головотрубка, как исходит из названия, длинная, её длина более чем в два раза превышает толщину на основании, часто бывает сильно изогнута или заметно утончена к вершине. Ротовая полость снизу разделена более или менее узким или длинным подподбородком на две части. По бокам от подподбородка и подбородка, который не прикрывает всей полости снизу, видны часть нижних челюстей и челюстные щупики. Губные щупики явственные, не прикрыты подбородком, часть довольно длинные. На внешней передней поверхности верхних челюстей нет зубцов от куколочных придатков, которые всегда отсутствуют. Усики прикреплены большей частью у середины или ближе к основанию головотрубки. Если головотрубка толстая, в сечении не круглая, то остальные признаки такие же, как у короткохоботных долгоносиков.

### Короткохоботные долгоносики
У представителей короткохоботных головотрубка никогда не превышает двух длин своей ширины на основании, чаще всего прямые, в сечении обычно не округлая, к вершине не утончённая. Ротовая полость снизу на основании большей частью не разделена подподбородеом на две части; подбородок имеет вид широкого и очень короткого выступа, подбородок большой, обычно полностью прикрывающий полостью снизу, и щупики не видны. У большинства губные щупики не развиты; если (редко) подподбородок и щупики видны по бокам, то зубцы на верхних челюстях явственные. На верхних челюстях есть куколочные придатки или рубцы от них; рубцы лишь как исключение отсутствуют. Усики прикреплены в вершинной половине головотрубки, чаще не её конце.